# Перелік пам'яток культурної спадщини, що не підлягають приватизації (Севастополь)
В Севастополі до переліку пам'яток культурної спадщини, що не підлягають приватизації, внесено 191 об'єктів культурної спадщини України.
| Найменування пам'ятки                                                  | Час створення                             | Місце розташування                                         | Охоронний номер |
| ---------------------------------------------------------------------- | ----------------------------------------- | ---------------------------------------------------------- | --------------- |
| Покровський собор                                                      | 1905 рік                                  | м. Севастополь, вул. Велика Морська, 36                    | 1-Св/37         |
| Собор Святого Володимира                                               | XIX сторіччя                              | м. Севастополь, вул. Древня, 1                             | 1244            |
| Церква семи Херсонеських мучеників                                     | XIX сторіччя                              | м. Севастополь, вул. Древня, 1                             | 308             |
| Церква Покрови Богородиці                                              | XIX сторіччя                              | м. Севастополь, вул. Древня, 1                             | 1244            |
| Будинок електростанції                                                 | 1910 рік                                  | м. Севастополь, вул. А. Калича, 3                          | 142             |
| Будівля Поліцейської дільниці                                          | 1900-ті роки                              | м. Севастополь, вул. А. Калича, 17                         | 146             |
| Особняк архітектора М. Врангеля                                        | початок XX сторіччя                       | м. Севастополь, вул. А. Калича, 19                         | 147             |
| Будинок мечеті                                                         | початок XX сторіччя                       | м. Севастополь, вул. М. Кулакова, 31                       | 52-Св           |
| Адміністративний будинок                                               | 1953 рік                                  | м. Севастополь, вул. Леніна, 3                             | 6/39-Св         |
| Адміністративний будинок                                               | 1950 рік                                  | м. Севастополь, вул. Леніна, 4, 6                          | 6/40-Св         |
| Будинок культури                                                       | 1953 рік                                  | м. Севастополь, вул. Леніна, 25                            | 6/49-Св         |
| Будинок районного комітету Комуністичної партії України                | 1950 рік                                  | м. Севастополь, вул. Леніна, 31                            | 6/53-Св         |
| Будинок кінотеатру «Україна»                                           | 1953-1955 роки                            | м. Севастополь, вул. Леніна, 35                            | 6/56-Св         |
| Прибутковий будинок                                                    | початок XX сторіччя                       | м. Севастополь, вул. Леніна, 41                            | 6/60-Св         |
| Особняк                                                                | XIX сторіччя                              | м. Севастополь, вул. Леніна, 43                            | 6/61-Св         |
| Будинок Центральної міської бібліотеки імені Л. Толстого               | 1952 рік                                  | м. Севастополь, вул. Леніна, 51                            | 6/67-Св         |
| Будинок колишнього готелю «Росі»                                       | кінець XIX сторіччя                       | м. Севастополь, набережна І. Назукіна, 21                  | 132/7           |
| Дача Марецької                                                         | початок XX сторіччя                       | м. Севастополь, набережна І. Назукіна, 27                  | 132/10          |
| Будівля інституту фізичних методів лікування                           | 1913 рік                                  | м. Севастополь, просп. П. Нахімова, 4                      | 6/81-Св         |
| Будинок Севастопольського академічного російського драматичного театру | 1954-1956 роки                            | м. Севастополь, просп. П. Нахімова, 6                      | 6/83-Св         |
| Будинок Морської бібліотеки                                            | 1953 рік                                  | м. Севастополь, просп. П. Нахімова, 7                      | 6/84-Св         |
| Прибутковий будинок                                                    | 1898 рік                                  | м. Севастополь, просп. П. Нахімова, 9                      | 6/86-Св         |
| Фонтан                                                                 | XIX сторіччя                              | м. Севастополь, вул. П. Новікова                           | 111-Св          |
| Стрілецький форт                                                       | кінець XIX — початок XX сторіччя          | м. Севастополь, парк Перемоги                              | 513             |
| Будинок в'язниці                                                       | XIX сторіччя                              | м. Севастополь, пл. Повставших, 6                          | 137             |
| Ансамбль Приморського бульвару (пропілеї, пішохідний місток, огорожа)  | XIX сторіччя (рекон- струкція — 1950 рік) | м. Севастополь, Приморський бульвар                        | 104             |
| Громадський будинок                                                    | початок XX сторіччя                       | м. Севастополь, вул. Радянська, 57                         | 41-Св           |
| Будинок, у якому знаходилася підпільна типографія                      | 1942-1944 роки                            | м. Севастополь, вул. В. Ревякіна, 46                       | 315             |
| Будівля міської управи                                                 | 1890-ті роки                              | м. Севастополь, вул. Г. Рубцова, 2                         | 139             |
| Громадський будинок                                                    | перша половина XIX сторіччя               | м. Севастополь, вул. О. Суворова, 20                       | 24-Св           |
| Ансамбль скверу (ротонда, вхід із вазами, огорожа)                     | 1950-1952 роки                            | м. Севастополь, пл. О. Суворова                            | 6/103-Св        |
| Громадський будинок                                                    | 1950 рік                                  | м. Севастополь, вул. О. Суворова, 12                       | 19              |
| Будинок приватного навчального закладу                                 | початок XX сторіччя                       | м. Севастополь, вул. 7 Листопада, 6                        | 155             |
| Будинок військово-морського водолазного технікуму                      | 1932 рік                                  | м. Севастополь, вул. 7 Листопада, 3                        | 153             |
| Казарми першого бастіону                                               | середина XIX сторіччя                     | м. Севастополь, вул. С. Хрульова, між будинками N 8-10     | 113-Св          |
| Костел                                                                 | перша половина XIX сторіччя               | м. Севастополь, вул. П. Шмідта, 1                          | 6-Св            |
| Адміністративний будинок (з ядрами)                                    | XIX сторіччя                              | м. Севастополь, вул. О. Щербака, 10                        | 84-Св           |
| Байдарські ворота                                                      | 1848 рік                                  | м. Севастополь, Байдарський перевал                        | 587             |
| Церква дванадцяти апостолів                                            | кінець XVIII сторіччя                     | м. Балаклава                                               | 107-Св          |
| Адміністративний будинок                                               | 1930 рік                                  | м. Балаклава                                               | 106-Св          |
| Північний форт                                                         | початок XX сторіччя                       | м. Балаклава                                               | 161             |
| Південний форт                                                         | початок XX сторіччя                       | м. Балаклава                                               | 162             |
| Генуезька фортеця Чембало                                              | XIV-XV сторіччя                           | м. Балаклава                                               | 309             |
| Фортеця Каламіта                                                       | V-XVII сторіччя                           | м. Інкерман                                                | 307             |
| Башта Микрюківського водопроводу                                       | кінець XIX сторіччя                       | Кілен-балка                                                | 112-Св          |
| Фонтан                                                                 | XIX сторіччя                              | м. Севастополь, с. Морозовка                               | 104-Св          |
| Адміністративний будинок                                               | кінець XIX — початок XX сторіччя          | м. Севастополь, с. Орлине                                  | 110-Св          |
| Фонтан                                                                 | XIX сторіччя                              | м. Севастополь, с. Орлине                                  | 103             |
| Колишній будинок адмірала М. П. Лазарєва                               | 1840-ві роки                              | мис Фіолент                                                | 552             |
| Церква Вознесіння                                                      | початок XX сторіччя                       | м. Севастополь, с. Флотське                                | 105-Св          |
| Акведук через р. Чорну                                                 | середина XIX сторіччя                     | м. Севастополь, с. Хмельницьке                             | 102-Св          |
| Комплекс садиби «Максимова дача»                                       | кінець XIX — початок XX сторіччя          | Хомутова балка                                             | 9               |
| Берегові батареї N 12-13                                               | кінець XIX — початок XX сторіччя          | територія національного заповідника «Херсонес Таврійський» | 562             |
| Мінна станція                                                          | початок XX сторіччя                       | територія національного заповідника «Херсонес Таврійський» | 580             |

## Зі змінами від 12 лютого 2010 року
| Найменування пам'ятки                                                                                               | Час створення    | Місце розташування                                                                                                  | Охоронний номер |
| --- | ---------------- | --- | --------------- |
| Севастопольська міська рада                                                                                         |                  | |                 |
| Монастир «Шулдан»: 1) великий печерний храм; 2) малий печерний храм; 3) келії, господарські та інші печерні споруди | VIII-XV сторіччя | м. Севастополь, с. Тернівка, 3,0 км на північний захід від села, у неглибокій ущелині                               | 1237-Н          |
| Печерний монастир «Чельтер-Мармара»: 1) храм (руїни); 2) спорудження печерні господарські                           | VIII-XV сторіччя | м. Севастополь, с. Тернівка, 2,0 км на захід і північний захід від села, на північному схилі Кара-Кобинської долини | 1238-Н          |